# 江熊哲翁
江熊 哲翁（えぐま / えくま てつお、1893年（明治26年）4月25日 – 1974年（昭和49年）5月20日）は、大正から昭和期の水産技術者、政治家。参議院議員。

## 経歴
大分県宇佐郡、現在の宇佐市で生まれる。1916年（大正5年）農商務省水産講習所（現東京海洋大学）本科養殖科を卒業した。
1918年（大正7年）大分県水産技手に就任。以後、水産試験場技手、台湾総督府技手、滋賀県技手、地方農林技師・佐賀県水産課長兼水産試験場長・水産製品検査所長、愛媛県水産課長、山口県水産課長、下関漁港事務所長事務取扱などを歴任した。その後、山口県健民対策審議会専門委員、同水産業会長、同漁業組合連合会長、山口漁村振興協議会長、福石商会会長、天山商事社長などを務め、山口県の水産業界の振興に尽力した。
1947年（昭和22年）4月、第1回参議院議員通常選挙に全国区から無所属で出馬して当選（補欠、任期3年）し、緑風会に所属して参議院議員を1期務めた。その後、第2回通常選挙（全国区）に出馬したが落選した。
1965年春の叙勲で勲四等旭日小綬章受章（勲五等からの昇叙）。